# ダウンタウン・ヒーローズ
『ダウンタウン・ヒーローズ』 (Downtown Heroes) は、早坂暁の連作短編小説。
学制改革を翌年に控えた最後の旧制高校生の生活を中心に、幼少期から青年期までの体験を描いた早坂の自伝的な連作短編小説集で、『小説新潮』1984年8月号から1986年7月号に連載、1986年9月に新潮社より刊行された。第96回（1986年下半期）直木三十五賞候補作。
1988年公開で映画化された。松竹制作、山田洋次監督による。

## あらすじ
昭和23年、18歳の春、旧制松山高校の学生だった私は、一人の女と出会い、血気にまかせて予期せぬ道を走り出した。女は、道後松ヶ枝町の遊廓の娼婦・イチ子。私は、イチ子の背中の刺青に合わせて、“夫婦彫り”をしたのだ…。（本記述は、8作が収録された短編集の中の最初の短編「刺青」のストーリーである）
敗戦直後の混乱期、四国・松山を舞台にくりひろげられる“巷の天才・英雄たち”の青春のおもしろうてやがてかなしき無頼の日々を中心にして。幼少期から青年期までの早坂の体験をつづる、自伝的短編連作小説集。

## 書誌情報
- ダウンタウン・ヒーローズ（1986年9月、新潮社、ISBN 978-4-10-363601-4）
- ダウンタウン・ヒーローズ（1989年11月、新潮文庫、ISBN 978-4-10-100633-8）
- ダウンタウン・ヒーローズ 国敗れて、ああ、松山『坊っちゃん』記 （2010年3月、勉誠出版 早坂暁コレクション、ISBN 978-4-585-01193-4）

## 映画
山田洋次監督により映画化され、1988年8月6日に公開された。主演は薬師丸ひろ子。
映画は題名や登場人物・ストーリーをある程度原作から借りているが、その内容は小説をかなり変更したものである。

### あらすじ（映画）
洪介は愛媛の松山高校に入り寮生活を始める。同室は、オンケル、アルルら4人。夏休みが終わり、文化祭で演劇を行うことになった洪介たちは県立高女の房子の出演もあり、大成功を収める。しかし、房子を好きになったオンケルが寝込んでしまう。洪介は房子にオンケルの気持ちを伝えるが、房子は拒絶する。オンケルは寮を去っていく。
九州大学に入った洪介は、博多で元気に演劇を続けるオンケルと再会する。洪介は松山に戻り、房子に別れを告げ、愛の告白をする。房子は受け入れる。しかし、二人は別々の人生を送る。

### スタッフ
- 製作：山内静夫
- 原作：早坂暁
- 脚本：山田洋次、朝間義隆
- 監督：山田洋次
- 撮影：高羽哲夫
- 美術：出川三男、森田郷平
- 照明：青木好文
- 録音：鈴木功
- 編集：石井巌
- 音楽：松村禎三
- イメージソング：薬師丸ひろ子「時代」

### キャスト
中原房子（ふさこ）
演 - 薬師丸ひろ子
松山高校近辺にある高等女学校に通う女学生。本作のヒロイン。自身は満州からの引揚者で、父親が戦争でシベリアに行ったきりのため弟と暮らしている（母親の詳細は不明）。世話になっている親戚のおばさんによると「勉強でも何でも一番」と評されている。演劇部に所属しており圭吾たちからゲスト出演を依頼される。劇中劇では、ヒロインのアガーテ役を演じる。
志麻洪介
演 - 中村橋之助（青年期）、中村芝翫（老齢期）
男子校である松山高校の生徒で東寮で暮らす。真面目だがどちらかと言うと気弱な性格。道で房子を見かけて以来密かに好意を寄せるが、奥手なため中々気持ちを伝えられないでいる。文化祭では東寮の仲間と共に、ドイツ人の小説家・フリードリヒ・ヘッベルの小説『理髪師チッターライン』を基にした演劇を披露する。劇中劇では、ヒロインの相手役・レオンハルト役を演じる。
檜圭吾（オンケル）
演 - 柳葉敏郎
洪介の同級生で寮仲間。東寮のリーダー的存在。行動力があり硬派で熱血な性格だが、やや短気な所がある。咲子を寮に匿ってくれるよう、保守的な考えの寮委員会に強く主張する。自身が代表となり劇中劇のゲスト出演の依頼をしに女学校に行った時に房子に出会い一目惚れする。劇中劇では演出を担当し仲間たちに色々と指示する。
高井貞一（アルル）
演 - 尾美としのり
洪介の同級生で寮仲間。メガネをかけていて国民服らしき服を着ている。クリスチャンで、普段から神に祈ったり賛美歌を口ずさんでいる。清廉潔白で思いやりある性格で長一郎からはその誠実な人柄を評価されている。音楽と読書が好きで夏目漱石のファン。戦争により家族全員が既に亡くなっている。劇中劇ではBGM担当として一人フルートを演奏して雰囲気を盛り上げる。無医村で医者になるため国立大学の医学部を目指している。
石堂岩夫（ガン）
演 - 杉本哲太
洪介の同級生で寮仲間。顔の周りをヒゲと長めの髪の毛で覆われている。ドイツ文学の教師から冗談交じりに「恐ろしい顔の男」と評されている。ゲーテに感銘を受けて時々彼の言葉を述べている。同級生の中でも特に女性に免疫がなく興奮で何度か鼻血を出している。劇中劇では、ヒロインの父親役を演じる。
佐伯長一郎（チョピンスキー）
演 - 坂上忍
洪介の同級生で寮仲間。いつも学帽を被り深緑色の上着を着ている。咲子を騙した男が警察に捕まったことを伝え、騙されたことを知って落ち込む彼女の身を案じる。素人ながら文才があるようで、ヘッベルが書いた短編小説『理髪師チッターライン』の脚本を手がける。劇中劇のクライマックスの演出について圭吾と意見が対立する。
原田勝（ホルタン）
演 - 武野功雄
洪介の同級生で寮仲間。格子柄の着物で高校生活を送っている。当初、劇中劇のヒロイン役を房子に最初に頼んだのは、自身であるがその時は圭吾から「厚かましいこと言うな！」と叱られている。よく洪介の部屋に集まっては仲間たちと過ごしたり、皆で歩いてどこかへ行く時は歌を歌うなど親しくしている。元気はあるがケンカは弱い。
炊事委員
演 - 黒崎輝
高校の生徒。主食の配給状況が悪いため、寮で土日を過ごす者に土日の食事確保を生徒自らでするよう告知する。
兵頭実
演 - 北山雅康
洪介の同級生で寮仲間。
谷口咲子
演 - 石田えり
高校がある街の遊郭の娼婦。本作の準ヒロイン的存在。あだ名は『さっちゃん』。足抜け（遊郭から逃げ出すこと）するつもりで馴染みの客と駆け落ちの約束をするが騙され、遊郭と関わりのあるかわしま組に追われる身となる。偶然出会った貞一たちに寮で匿ってもらう。天真爛漫と大胆さを兼ね備え、色気がありながらさっぱりとした性格。
若手女優
演 - 戸川純
洪介が高校を卒業後に立ち寄った芝居小屋で出会う。小劇団が演じる劇中劇のヒロイン役を務める。
座長
演 - じん弘
「髪結い太吉・哀話」で太吉役を演じる。
ドイツ文学の教師
演 - 米倉斉加年
高校で、ヘッベルやフリードリヒ・フォン・シラーなどのドイツ文学を授業で教える。ドイツの小説の解釈やドイツ文学にかける情熱を表現豊かに生徒たちに語る。洪介たちが『理髪師チッターライン』の劇をやることになり楽しみにする。
国語の教師
演 -すまけい
卒業式近く、最後の授業で生徒たちに生き方を諭す。
心理学教師
演 -田村降一
校長
演 -久里洋二
喫茶店のマダム
演 -淡路恵子
ヤクザの親分
演 - 笹野高史
咲子が働いていた遊郭と関わりのある人物。手下の組員が咲子を探しに高校の寮に行った時に騒動を起こしたため、後日組員と共に高校にやって来る。組には、特攻隊帰りの荒くれ者が所属している。
警察署長
演 - 加藤武
高校で学生たちがかわしま組と乱闘を起こして現場検証が必要になって訪れるが学生たちと対立する。ただし、命令口調や威圧的な態度は取らず、学生たちに頼み込むという弱腰な性格。
房子の親戚のおばさん
演 - 樫山文枝
洪介がバイトで家庭教師をしている子の母親。親戚のよしみで房子に時々家事を手伝ってもらう代わりに生活費を工面してあげている。夫や親族が松山中学校（旧制）→松山高校→京都大学というエリート一家（おばさん自身の学歴は不明）なため、教育熱心だがいまいち集中力に欠ける息子を心配している。
志麻民子
演 - 倍賞千恵子
洪介の母。夫と両親（夫のか自身のかは不明）と娘二人と暮らしている。中々連絡をしてこない洪介が、夏休みに久しぶりに帰省したことを喜ぶ。後に松山高校の文化祭の劇中劇を観覧するため娘たちと来校する。
春之助
演 - 渥美清
高校で働く人。周りから『食堂のおじさん』と呼ばれているが実際は学校用務員で、食事を提供する傍ら、校内の様々な雑務をこなしている。あだ名は『春さん』。生徒たちの劇中劇の練習を見学していた所、適役がいないとの理由で占い師のおばあさん役を任されることになる。

### 製作
薬師丸ひろ子の主演作は、1986年暮れに公開された『紳士同盟』後は、原田康子原作による北海道を舞台とした女性教師と江戸時代からタイムスリップして来た武士との淡い恋を描く『満月』が決定し、相手役は中井貴一、監督は川島透、脚本筒井ともみで、キティフィルム製作、東宝配給と発表もされていたが、諸事情により薬師丸が降板し、制作も中止されていた。『満月』は1991年に『満月 MR.MOONLIGHT』のタイトルで原田知世主演、大森一樹監督で映画化されている。

### 作中の設定など
- 松山高校には『三光寮』という２階建ての寮があり，入口を中心に東側の棟を『東寮（とうりょう）』，西側の棟を『西寮（せいりょう）』と通称している。洪介たちは『東寮』で生活している。
- 高校には制服はあるが終戦からまだ数年後という混乱期ということもあり、制服以外の服を着て授業を受けても教師から注意されることはなく自由である。
- 高校の生徒たちは不良ではないが威勢の良い強気な者が多く、警察官やかわしま組の組員にも全くひるむことなく、対等に自分たちの意見を主張したり校内で乱闘したりしている。
- 松山高校の生徒たちと房子が通う女学校の生徒たちは、普段の交流がほとんどない。そのため洪介たち男子生徒は女学生と面と向かうだけで緊張したり、女学校に訪れた男子を見た女学生が悲鳴を上げて逃げたりしている。
- 作中では、洪介たちは「ダンケ→ありがとう」、「メッチェン→娘(女学生)」などの意味でドイツ語らしき言葉を時折で使っている。
- 秋田犬か柴犬かは不明だが、高校の校内で『タロー』と名付けられた犬が飼われていて、教室内や寮内を自由に行き来して周りから可愛がられている。

### 撮影について

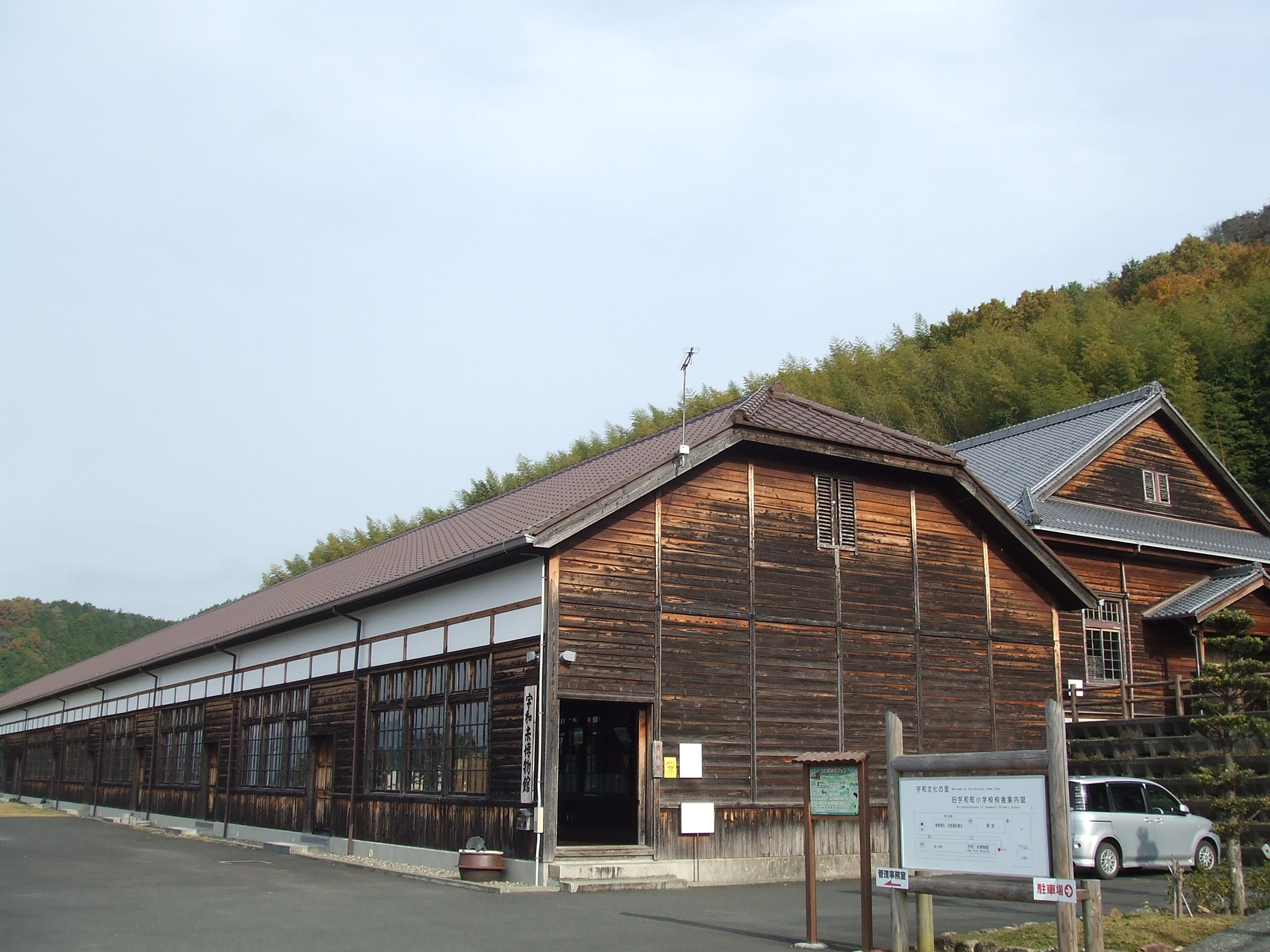
米博物館（旧宇和町小学校校舎）

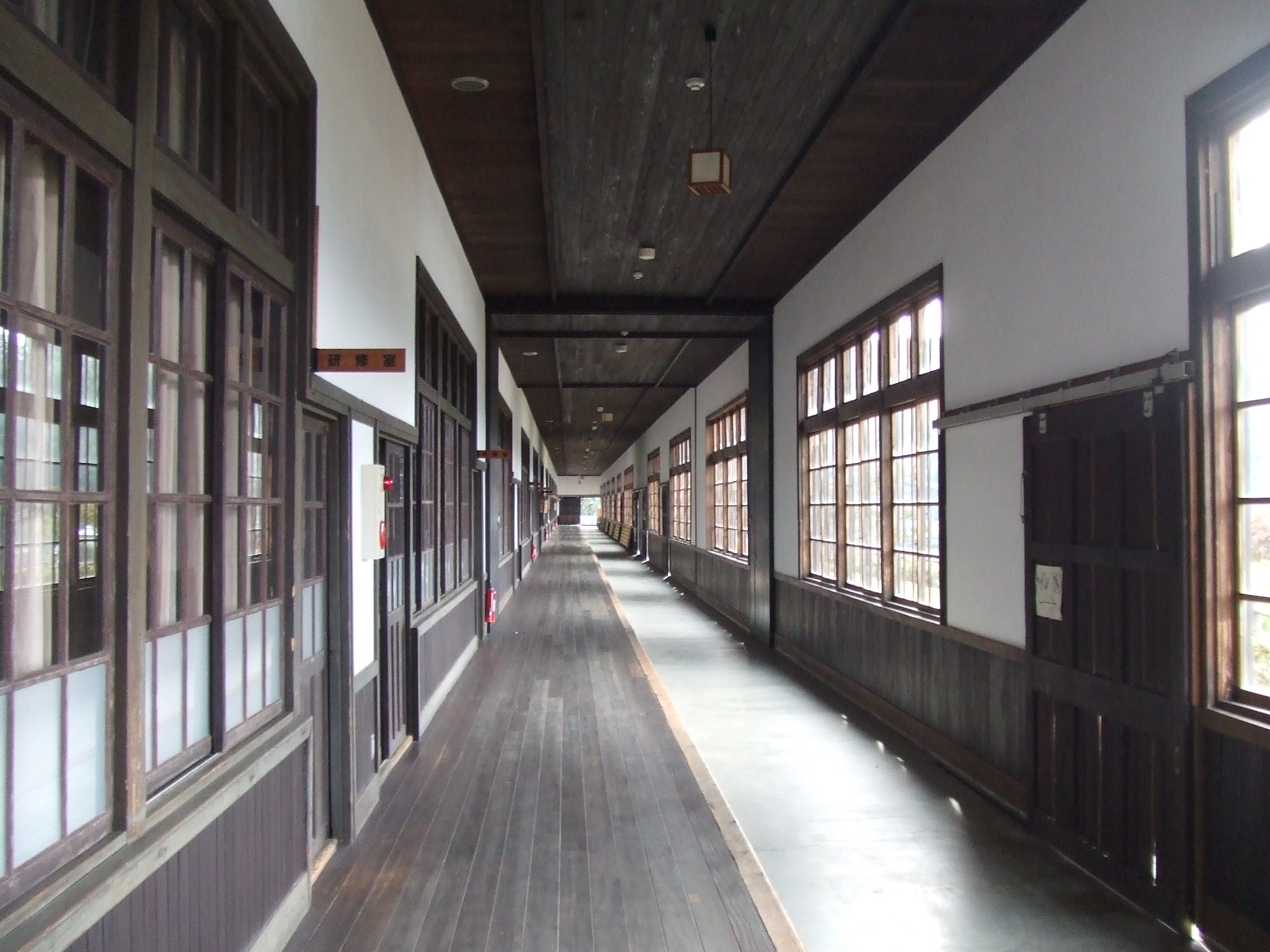
米博物館　60間（109メートル）の廊下

作中に古い校舎の風景が出てくるが、これはセットではなく、当時現存していた同県東宇和郡宇和町（現・西予市宇和町）の宇和町小学校をロケ地として撮影したものである。宇和町小学校は当時築100年以上という歴史ある校舎を使用していたため、作品のバンカラな情景と非常に合うとのことでロケ地に選ばれた。松山からは、高速道路を使用して1時間程南下した位置にある。
現在は新しい校舎となり、当時の校舎は町内の別の場所に当時のままで移転・構築され、「米博物館」になっている。109メートルの廊下を用いて毎年行われる雑巾がけレース「Z-1グランプリ」が各テレビ番組で紹介されるほど有名である。
坊っちゃん列車（伊予鉄道の蒸気機関車列車）に主人公たちが乗る場面は、線路の移設で廃止となった旧内子線（当時の五十崎町内）の線路に、米山工業で復元された蒸気機関車と客車を走らせて撮影された。

### 受賞歴
- 第12回日本アカデミー賞[3]
  - 最優秀助演女優賞（石田えり）
  - 優秀作品賞
  - 優秀監督賞（山田洋次）
  - 優秀脚本賞（山田洋次、朝間義隆）
  - 優秀助演男優賞（柳葉敏郎）
  - 優秀音楽賞（松村禎三）
  - 優秀録音賞（鈴木功、松本隆司）
  - 新人俳優賞（中村橋之助）
- 第13回報知映画賞
  - 助演女優賞（石田えり）

## ラジオドラマ
1986年8月16日、NHKFMのFMシアターにおいて第6話「夏がくれば思い出す」を原作としたラジオドラマ『夏がくれば思い出す』を放送。脚本は早坂暁本人。また出演もしている。
出演
- 林隆三、島本須美、中村明美、清水愛、外間啓子、志賀圭二郎、斎藤洋介、早坂暁

スタッフ
- 脚本:早坂暁
- 演出:千葉守
- 技術:原和義
- 効果:上田光生

## テレビドラマ
1988年8月9日、テレビ朝日の火曜スーパーワイドにおいて第6話「夏がくれば思い出す」を原作としたスペシャルドラマ『夏がくれば思い出す ダウンタウン・ヒーローズ』を放送。舞台は原爆投下後の広島となっている。脚本は早坂暁本人。

### キャスト
- 鶴見辰吾、渡瀬恒彦、川上麻衣子、岸部一徳、中村れい子、河原崎長一郎、内田あかり、伊原剛志

### スタッフ
- 原作:早坂暁（文藝協）
- 脚本:早坂暁（日脚連）
- プロデューサー:杉本宏、辰野悦央、山内久司
- ディレクター:中山三雄
- 製作著作:テレパック
- プロデューサー:小橋智子、篠原茂